# Acalypha eugeniifolia
Acalypha eugeniifolia é uma espécie de flor do gênero Acalypha, pertencente à família Euphorbiaceae.